# Accept
Gli Accept sono un gruppo musicale heavy metal tedesco, formatosi a Solingen nel 1968 per volontà dell'ex cantante e leader Udo Dirkschneider. È considerato come uno dei gruppi più importanti nella storia dell'heavy metal.
Il gruppo ha avuto un importante ruolo nella nascita di sottogeneri dell'heavy metal, come lo speed e il thrash metal.

## Storia

### Gli Inizi (1968-1981)

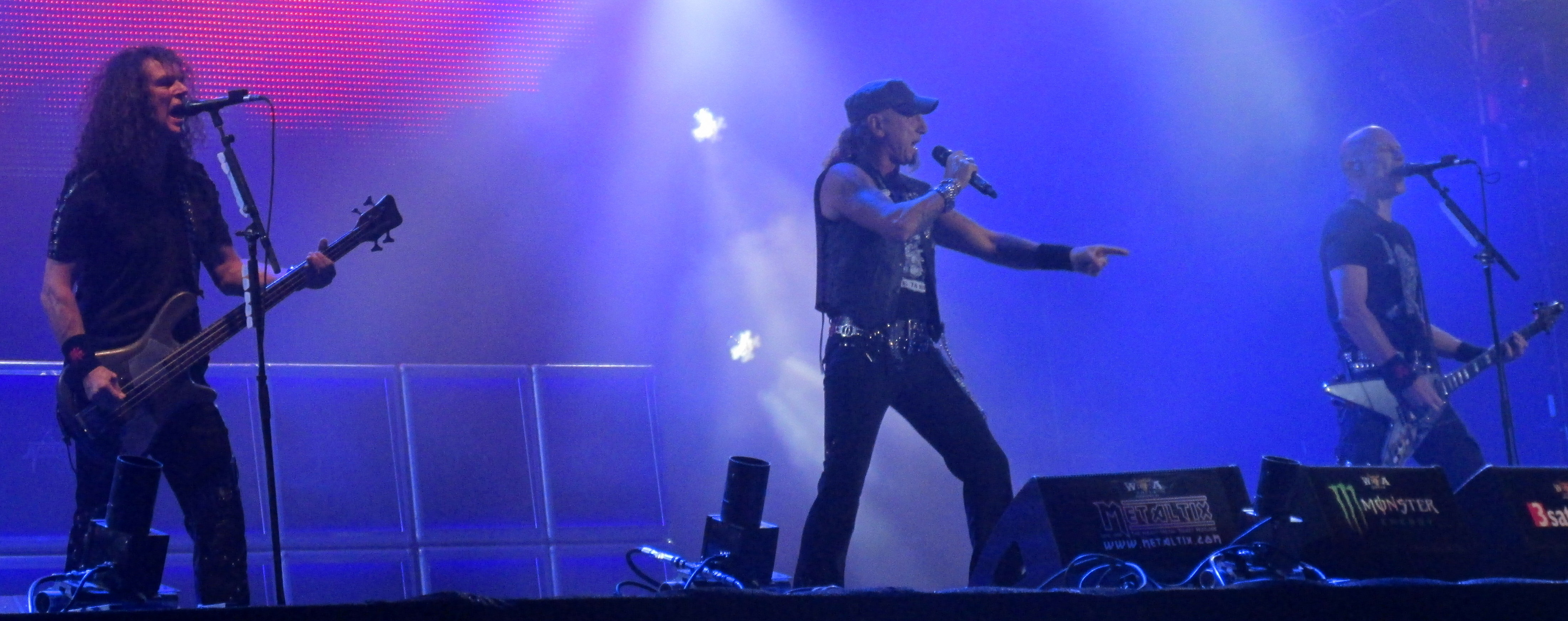
Peter Baltes, Mark Tornillo e Wolf Hoffmann al Wacken Open Air 2014

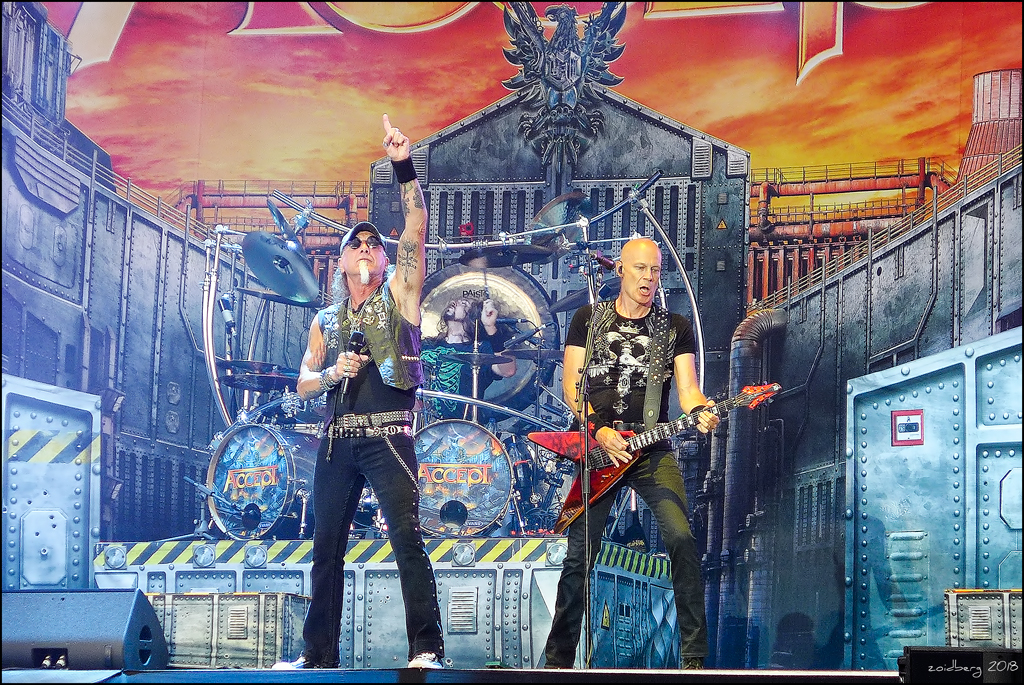
Mark Tornillo, Christopher Williams e Wolf Hoffmann al Rockfest 2018

È difficile dare una data precisa riguardo alla fondazione degli Accept. Certo è che essi furono fondati negli ultimi anni sessanta dal cantante Udo Dirkschneider e dal chitarrista Michael Wagener, ai quali si aggiungerà in seguito il batterista Birke Hoe. La band era originariamente chiamata "Band X".
In seguito però, Wagener, raggiunti i 18 anni venne richiamato dall'esercito tedesco per il servizio militare, dovendosi congedare dal gruppo.
Alcuni anni dopo il servizio militare però, nel 1972, Michael cominciò a fare il tecnico e produttore mentre Udo "riforma" il gruppo composto stavolta da Gerhard Wahl e Hansi Heitzer alle chitarre, Dieter Rubach al basso e Frank Friedrich alla batteria.
La neo fondata formazione iniziò a suonare a livello amatoriale nei dintorni della loro città natale, Solingen e finalmente nel 1976 trovò una formazione fissa grazie agli innesti del chitarrista Wolf Hoffmann e del bassista Peter Baltes.
Ben presto, grazie all'esibizione al leggendario festival tedesco Rock am Ring, gli Accept attirano l'attenzione di Manfred Schunke che gli propose di registrare un album ai suoi Delta Studios. Nel 1977 anche Gerhard Wahl lasciò la band venendo sostituito da Jörg Fischer e un anno dopo venne pubblicato il loro album di debutto, intitolato semplicemente Accept che presentò già, anche se in un modo ancora rozzo, il suono caratterizzante del gruppo, basato sulla personale capacità vocale di Udo e sulla base musicale aggressiva e brutale, inedita per quegli anni.
Dopo la registrazione di tale disco, che ricevette un buon successo, il batterista Frank Friedrich lasciò il gruppo cedendo il posto al giovane Stefan Kaufmann per quella che è considerata la formazione classica degli Accept.
Nel 1980 la nuova formazione pubblicò un secondo disco, intitolato I'm a Rebel, che ricevette un discreto successo. Grazie al nuovo suono ancora più estremo per l'epoca, il gruppo tedesco fu citato tra i creatori di un nuovo genere musicale, che lentamente stava prendendo forma, l'heavy metal.
Gli Accept riuscirono così ad entrare per la prima volta nelle classifiche musicali e vennero invitati per apparizioni televisive che fornirono alla band una maggiore popolarità.
Nel 1981 si susseguirono avvenimenti importanti, che cambiarono definitivamente il corso della storia del gruppo.
Fu pubblicato il nuovo album del gruppo, Breaker, che ottenne un enorme successo in tutto il mondo. Poi gli Accept riuscirono a firmare un contratto con la famosa manager tedesca Gaby Hauke la quale riuscì, appena "inseritasi" nel gruppo, ad assicurare agli Accept il coinvolgimento al tour europeo dei Judas Priest.
Dopo il tour Jorg lasciò il gruppo, rimpiazzato da Jan Kommet, che rimarrà però solo per pochi mesi all'interno della band.

### La scalata al successo (1982-1985)

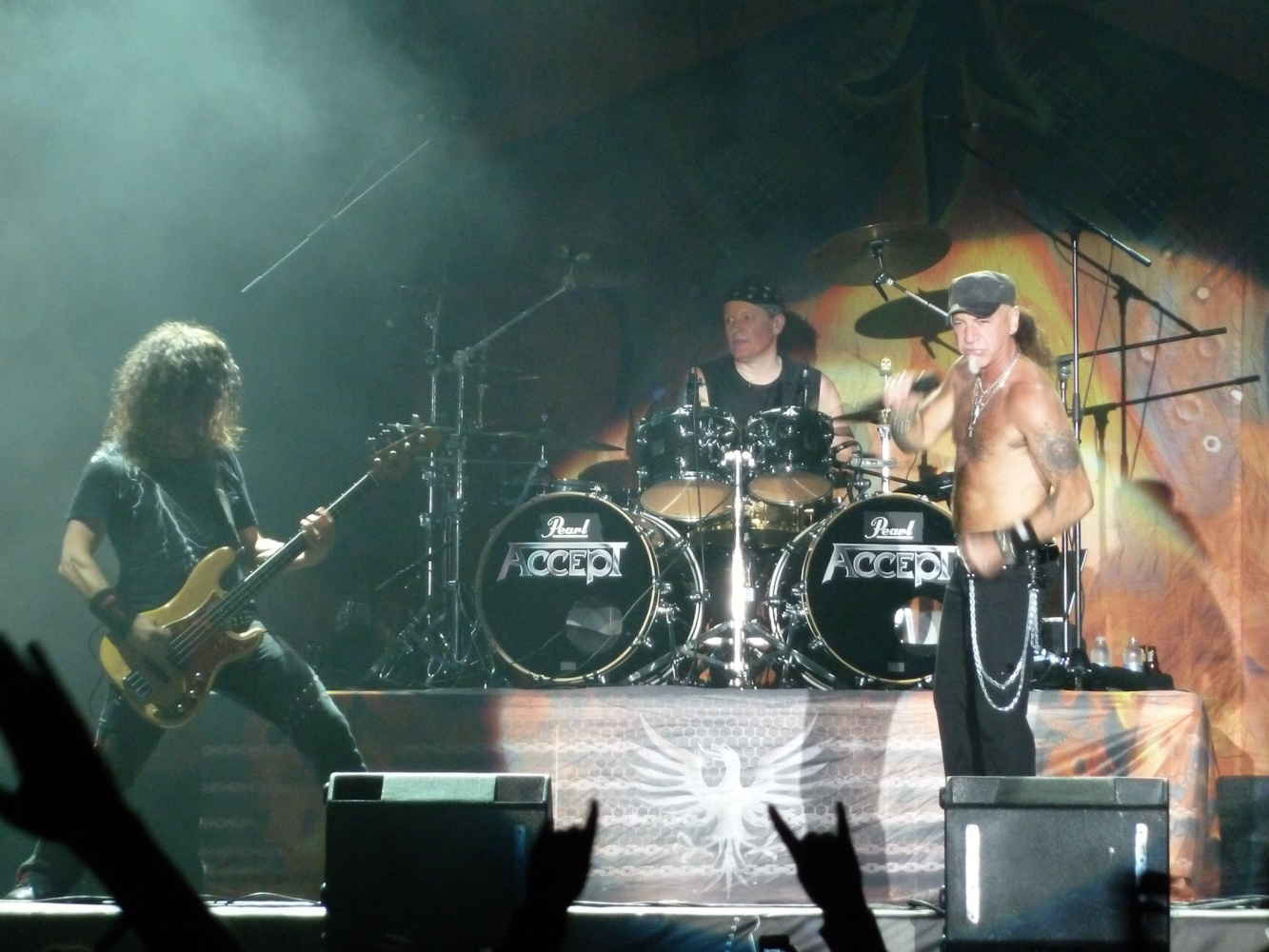
Peter Baltes, Stefan Schwarzmann e Mark Tornillo al Kavarna Rock Fest 2013

L'album successivo, Restless and Wild, fu pubblicato nel 1982 con Wolf che decise di eseguire da solo tutte le chitarre. Il disco vide la definitiva evoluzione della band, che aggiunse alla sua musica uno stile ancora più rapido che successivamente sarà chiamato speed metal. I riff di questo disco diventeranno fondamentali per la nascita dei futuri generi e per gli stili delle generazioni future.
Restless and Wild contiene anche altre storiche tracce come Princess Of The Dawn, Neon Nights, Flash Rockin' Man e l'omonima Restless & Wild.
Nel 1983 Herman Frank prese il posto di seconda chitarra ed uscì un nuovo disco, Balls to the Wall, album che fece a lungo parlare di sé.
Per la prima volta nella storia, il disco trattò argomenti quali la politica, la sessualità, la chiesa, la coscienza, la responsabilità, la ribellione e la guerra. Contestati dalle autorità, gli Accept ottennero da tale album un immenso successo, vendendo 2 milioni di copie in tutto il mondo.
È risaputo che la scelta di tali tematiche fu consigliata al gruppo proprio dal manager Gaby Hauke, divenuta autrice dei testi, che intuì che, affrontando tali argomenti, il gruppo avrebbe finalmente riscosso il meritato e definitivo successo. Grazie all'intuizione di questa donna, gli Accept si trovarono le porte aperte verso i mercati discografici mondiali e ottennero centinaia di proposte di ingaggio e sponsor.
Intanto, durante un concerto in Germania del 1983, il chitarrista Jörg Fischer rientra negli Accept. Con tale formazione la band parte per un tour mondiale che percorse tutti i continenti. Esso si concluse nel 1984 con un'incredibile esibizione al Monsters Of Rock.
Nel 1985 venne pubblicato un nuovo disco, Metal Heart. Esso tratta di una sorta di visione del futuro in cui il gruppo immaginava che nel 1999 le persone di tutto il mondo avrebbero vissuto con cuori computerizzati e presentava gli ormai soliti testi anticonformisti garantendo alla formazione una serie di concerti molto seguiti dai fan.
Nello stesso anno fu pubblicato l'album Kaizoku-Ban, la prima pubblicazione dal vivo del gruppo.

### Russian Roulettee il primo scioglimento (1986-1989)

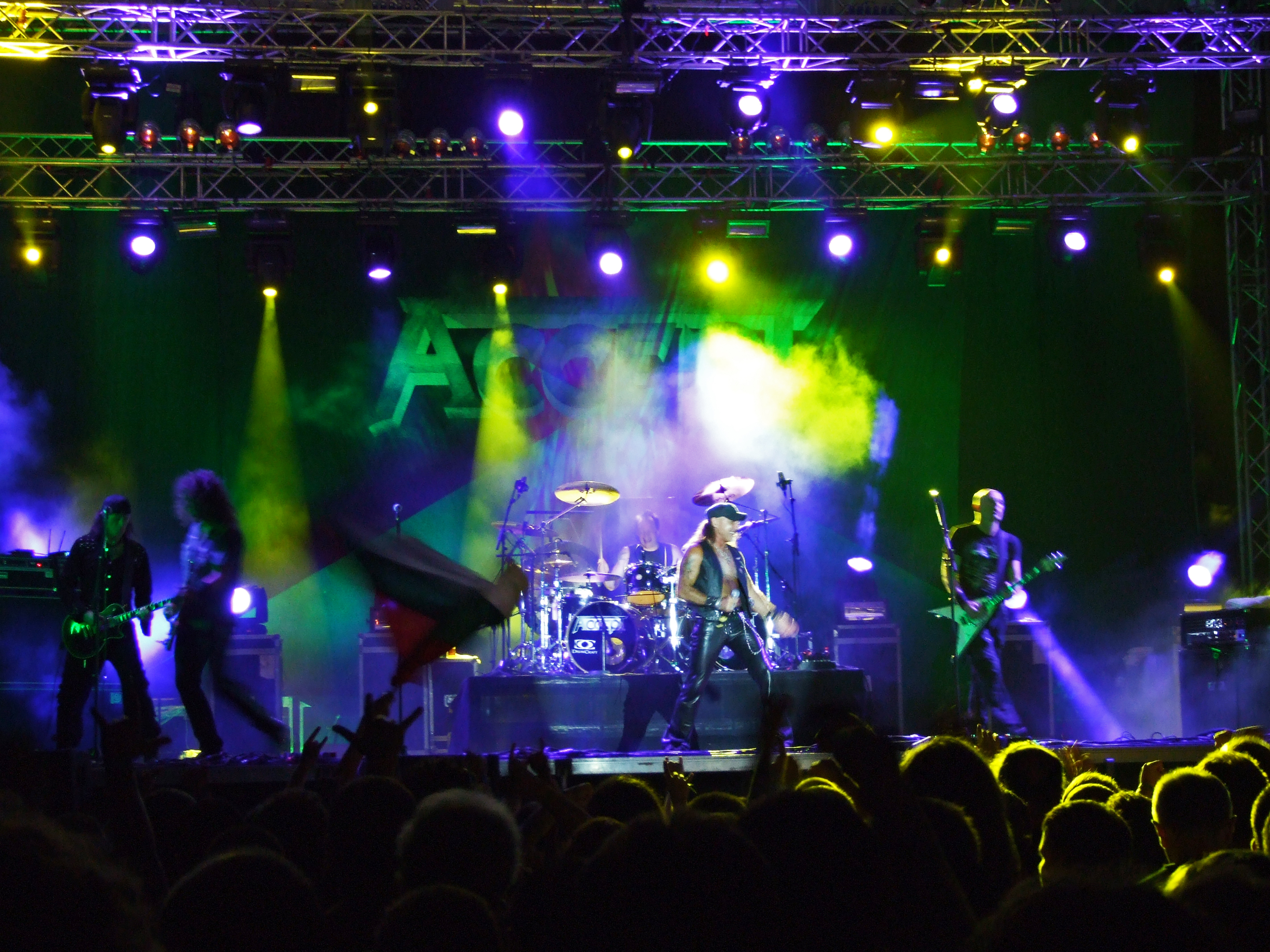
Gli Accept al Kavarna Rock Fest 2010

Dal 1984 Peter Baltes, Wolf Hoffmann e Gaby Hauke si erano stabiliti a vivere negli Stati Uniti d'America dove la formazione aveva iniziato a riscuotere grande successo.
Udo, Stefan e Jörg erano invece rimasti in Germania. Questa separazione creò difficoltà al gruppo, che perse così unità e coesione. Gli Accept e Udo decisero, dopo aver pubblicato un nuovo e acclamato disco denominato Russian Roulette, di separarsi consensualmente.
Udo intanto organizzò un progetto solista, a cui Gaby Hauke, capita la potenzialità, trovò prima il nome U.D.O., e poi organizzò i vari tour e concerti per la promozione dell'album di debutto Animal House.
Intanto i membri rimanenti nel 1988 tornarono al lavoro nuovamente sotto il nome di Accept in seguito all'ingaggio di un nuovo cantante, David Reece con l'album Eat the Heat.
Poco prima della pubblicazione del disco, Jim Stacey divenne il sostituto di Fischer anche se le parti chitarristiche dell'album vennero incise dal solo Hoffmann.
Il disco presenta un suono praticamente inalterato, pur notandosi molto la differenza vocale tra Reece ed Udo, ed ottenne un discreto successo, assicurando al combo un lungo tour europeo, il più importante e seguito della loro storia.
Durante tale serie di concerti, Stefan Kaufmann si infortunò gravemente alla schiena e dovette abbandonare il gruppo, venendo sostituito dal batterista di Alice Cooper Ken Mary.
Nel 1989, dopo una serie di attriti che avevano portato addirittura Reece e Baltes a venire alle mani, Reece abbandona la formazione per fondare i Bangalore Choir in California. Peter e Wolf rimasti soli decidono allora che è giunto il momento di chiudere la storia degli Accept.

### Il ritorno e il secondo scioglimento (1990-1997)

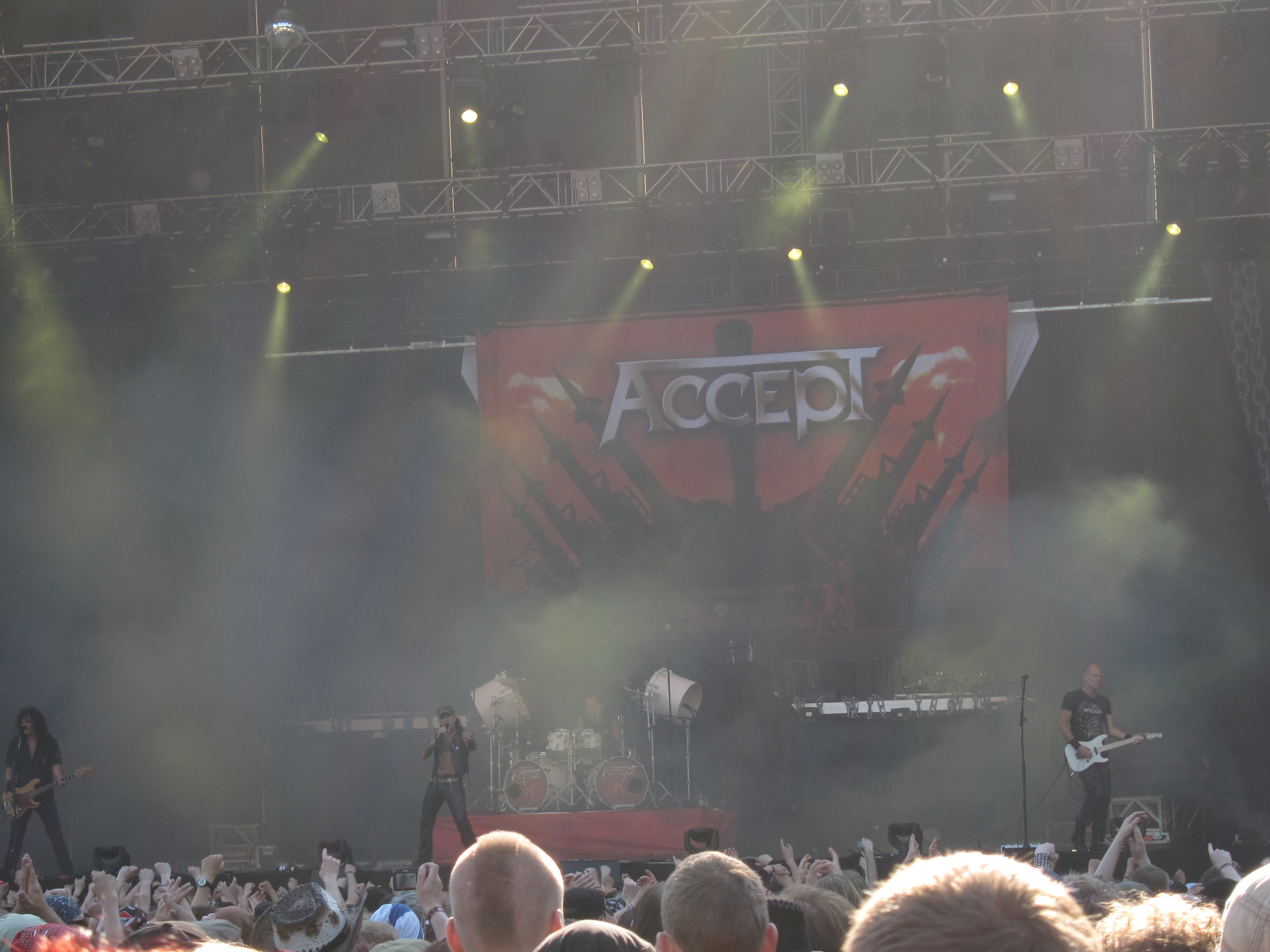
Gli Accept al Sauna Open Air 2011

Nel 1990 su iniziativa di Stefan Kaufmann fu pubblicato un album registrato dal vivo cinque anni prima, Staying a Life, da lui stesso prodotto, che ottenne un buon successo, dovuto anche a molti contenuti speciali.
Due anni dopo, durante una visita in Germania, Wolf, Peter, Udo e Stefan, convinti anche dal successo di Staying a Life decisero di ritornare a lavorare insieme.
Nel 1993 fu pubblicato Objection Overruled che ottenne grande successo in Europa e negli Stati Uniti. Nuovamente acclamati dal pubblico e dai fan, gli Accept partirono per un ulteriore tour mondiale che si concluse, dopo una serie di "tutto esaurito", l'anno seguente.
Poco dopo, nel 1994 il gruppo sfornò un altro album, Death Row. Durante la composizione del disco, Kaufmann dovette smettere di suonare a causa di nuovi problemi alla schiena e Stefan Schwarzmann fu scelto come sostituto momentaneo del batterista.
L'anno successivo gli Accept si riunirono a Nashville per produrre un nuovo album, che uscì nel 1996 con il titolo Predator.
In esso apparve per la prima volta alla batteria Michael Cartellone, nuovo sostituto di Schwarzmann. Il disco, anche se qualitativamente inferiore rispetto ai precedenti, riuscì comunque a far partire il gruppo per il tour di promozione.
Esso ebbe tappe in America, Europa e Asia e si concluse con un concerto a Tokyo, Giappone, dopo il quale i membri degli Accept decisero di sciogliersi.

### La Reunion (2005)

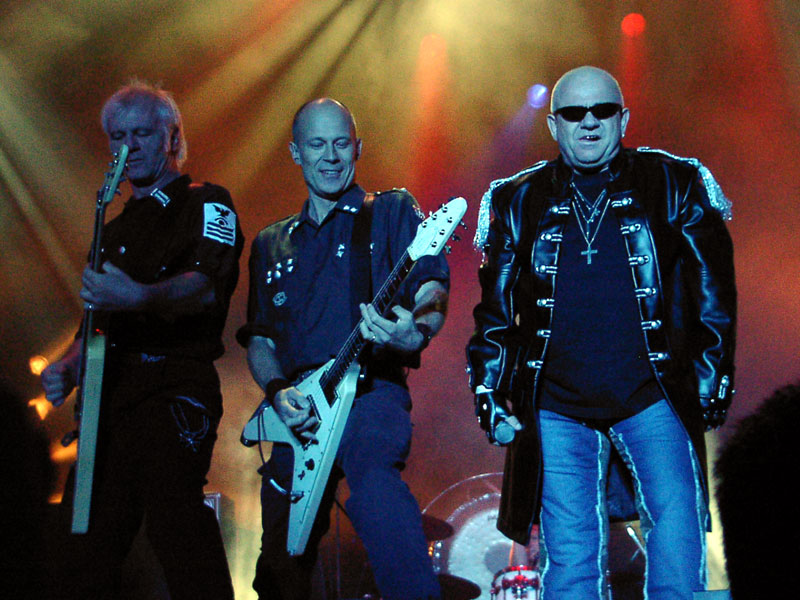
Herman Frank, Wolf Hoffmann e Udo Dirkschneider al Wacken Open Air 2005

Nel 2005, dopo molti anni di inattività in cui Stefan Kaufmann e Udo Dirkschneider si erano esibiti con gli U.D.O., gli Accept decisero di riunirsi per partecipare ad una serie di concerti europei con la formazione di Balls to the Wall.
Ogni concerto fu seguito da moltissimi spettatori e fan, uniti alla band come un tempo. Il tour si concluse con un'ultima esibizione al Monsters of Rock. È stata questa l'ultima volta in cui si esibì la formazione storica del gruppo, e molti tra i fans si resero conto che le differenze stilistiche tra Udo e gli altri componenti erano così evidenti da rendere molto difficile una nuova futura reunion.

### Eventi recenti (2009-oggi)

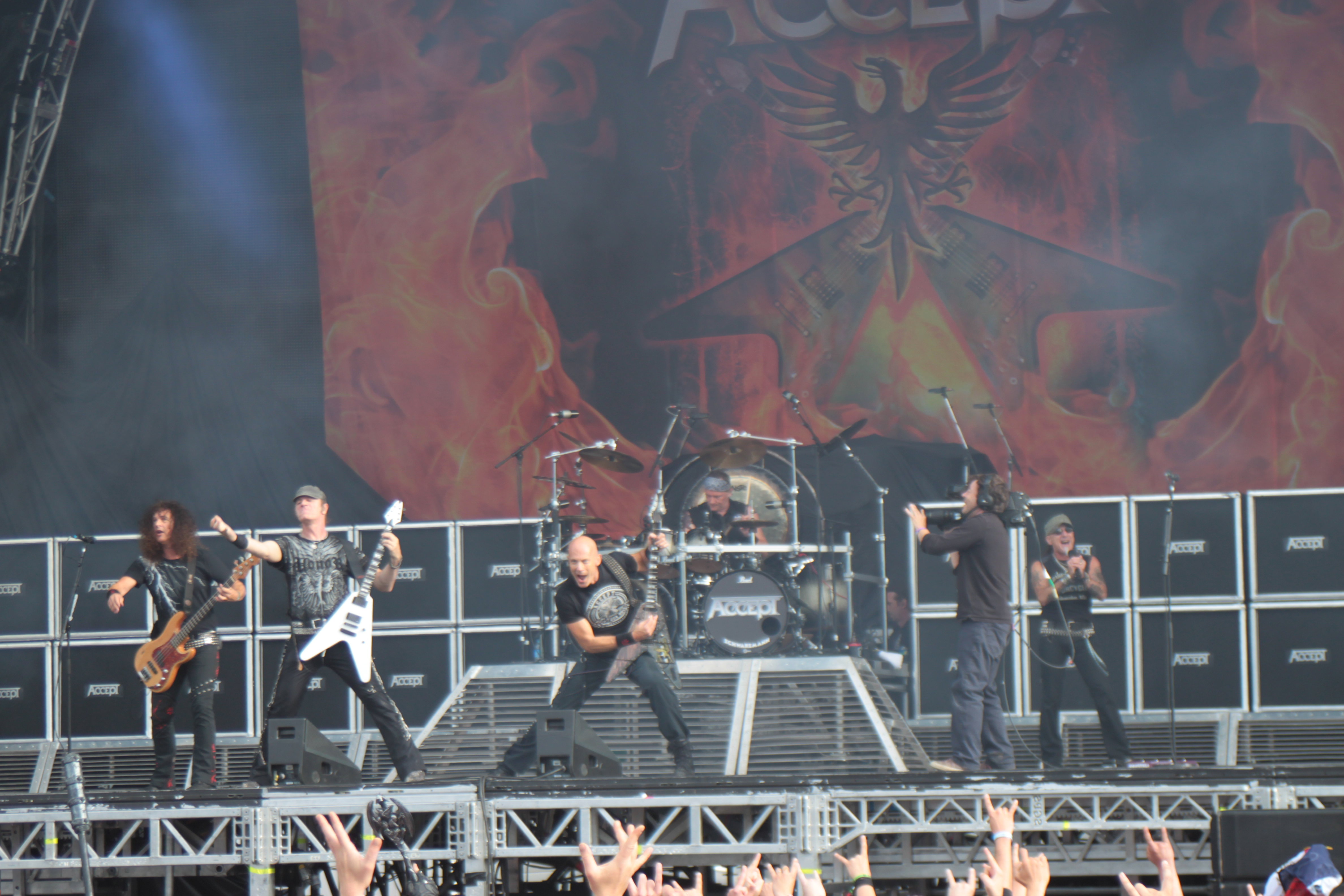
Gli Accept all'Hellfest 2013

Nel 2009 Wolf Hoffmann e Peter Baltes decisero di riformare un'altra volta la band ma, stavolta, senza Udo. Viene così scelto come nuovo cantante Mark Tornillo dei TT Quick; i primi demo pubblicati su web di alcuni brani storici del gruppo, rieseguiti da Tornillo, fecero storcere subito il naso ai vecchi fan del gruppo.
La nuova formazione fa il suo debutto dal vivo nel maggio 2010, mese in cui viene anche pubblicato il video del singolo Teutonic Terror, tratto dal loro nuovo album Blood of the Nations dove invece il cantante appare decisamente a proprio agio. All'uscita del disco segue un lungo tour mondiale.
Nel 2012 la stessa formazione pubblica Stalingrad (Brothers in Death), a cui segue Blind Rage nel 2014.
Il 12 aprile del 2015 vengono annunciati il nuovo chitarrista e batterista, rispettivamente Uwe Lulis e Christopher Williams, al posto dei dimissionari Herman Frank e Stefan Schwarzmann. In seguito, nel 2017, viene pubblicato un nuovo album dal vivo dal titolo Restless and Live - Blind Rage - Live in Europe 2015 e annunciato il quindicesimo album in studio The Rise of Chaos.
In un'intervista rilasciata a settembre 2018 il chitarrista Wolf Hoffmann ha confermato che il gruppo ha iniziato a scrivere e comporre per l'album The Rise of Chaos. Il 27 novembre 2018 il bassista Peter Baltes annuncia di aver lasciato il gruppo. Baltes viene sostituito da Danny Silvestri per l'edizione del 2019 della crociera 70000 Tons of Metal. Il 16 aprile 2019 viene annunciato Martin Motnik come nuovo bassista. Tre giorni dopo gli Accept pubblicano il singolo Life's a Bitch. Il 1º novembre 2019 viene data la notizia che Philip Shouse si aggiunge al gruppo come terzo chitarrista.
Il 2 ottobre 2020 gli Accept pubblicano The Undertaker come primo singolo dall'album Too Mean to Die, pubblicato il 29 gennaio 2021. Il 17 febbraio il gruppo annuncia di aver firmato con l'etichetta discografica austriaca Napalm Records.

## Formazione

### Attuale
- Mark Tornillo - voce (2009-oggi)
- Wolf Hoffmann - chitarra (1975-1989, 1992-1997, 2005, 2009-oggi)
- Uwe Lulis - chitarra (2015-oggi)
- Philip Shouse - chitarra (2019-oggi)
- Martin Motnik - basso (2019-oggi)
- Christopher Williams - batteria (2015-oggi)

### Ex membri principali
- Udo Dirkschneider - voce (1968-1987, 1992-1997, 2005)
- Jörg Fischer - chitarra (1975-1982, 1984-1989)
- Peter Baltes - basso (1975-1989, 1992-1997, 2005, 2009-2018)
- Stefan Kaufmann - batteria (1980-1989)
- David Reece - voce (1988-1989)
- Michael Cartellone - batteria (1995-1997)
- Stefan Schwarzmann - batteria (1994-1995, 2005, 2009-2014)

## Discografia
- 1979 - Accept
- 1980 - I'm a Rebel
- 1981 - Breaker
- 1982 - Restless and Wild
- 1983 - Balls to the Wall
- 1985 - Metal Heart
- 1986 - Russian Roulette
- 1989 - Eat the Heat
- 1993 - Objection Overruled
- 1994 - Death Row
- 1996 - Predator
- 2010 - Blood of the Nations
- 2012 - Stalingrad (Brothers in Death)
- 2014 - Blind Rage
- 2017 - The Rise of Chaos
- 2021 - Too Mean to Die
- 2024 - Humanoid